# Ходцевский сельсовет
Ходцевский сельсовет — административная единица на территории Сенненского района Витебской области Республики Беларусь. Административный центр — агрогородок Ходцы.

## История
Ходцевский сельский Совет был образован в 1925 году.
29 апреля 2004 года в состав сельсовета включены населённые пункты Бровки, Великое Село, Лугиновичи, Подворица, Шашелы, ранее входившие в состав Богдановского сельсовета.

## География
Расположен в 36 км от города Витебска и 20 км от города Сенно.
Граничит с Богдановским, Мошканским, Студёнковским сельсоветами Сенненского района и Бешенковичским районом.

### Водная система
Расположено 21 озеро, 1 речка.

## Состав
Ходцевский сельсовет включает 43 населённых пункта:
- Асиновка — деревня.
- Белая Липа — агрогородок.
- Беляи — деревня.
- Берешево — деревня.
- Бествено — деревня.
- Бровки — деревня.
- Великое Село — деревня.
- Войлево — деревня.
- Горново — деревня.
- Горные Ходцы — деревня.
- Доброполье — деревня.
- Дубки — деревня.
- Жарцы — деревня.
- Закратунье — деревня.
- Заозерье — деревня.
- Карповичи — деревня.
- Ковальки — деревня.
- Ладынец — деревня.
- Латыгово — деревня.
- Липно — деревня.
- Лозово — деревня.
- Лугиновичи — деревня.
- Мелихово — деревня.
- Мощёны — деревня.
- Новоселки — деревня.
- Орляны — деревня.
- Островщина — деревня.
- Павловичи — деревня.
- Перекопово — деревня.
- Подворица — деревня.
- Поршни — деревня.
- Рябцы — деревня.
- Садовая — деревня.
- Самсоны — деревня.
- Сапеги — деревня.
- Слободка — деревня.
- Соино — деревня.
- Сычики — деревня.
- Тыльцы — деревня.
- Ходцы — агрогородок.
- Шашелы — деревня.
- Шетени — деревня.
- Якубово — деревня.

Упразднённые населённые пункты на территории сельсовета:
- Рубежница — деревня

## Культура
Расположены филиал Ходцевского сельского Дома культуры, Ходцевская библиотека, филиал Мошканской музыкальной школы.

## Достопримечательность
- Руины кирпичной мельницы конца XIX-начала XX века в д. Мощёны
- Братская могила советских воинов в д. Мощёны
- Братская могила советских воинов и партизан в аг. Ходцы
- Курганный могильник IX - XIII в., на западной окраине аг. Ходцы
- Хозпостройка бывшей усадьбы фон Рентелей начала XX века в аг. Ходцы
- Курганный могильник IX - XIII в., 3,5 км севернее д. Новосёлки